# Feliksas
Feliksas ist ein litauischer männlicher  Vorname, abgeleitet von Felix.

## Namensträger
- Feliksas Romualdas Bajoras (* 1934), Komponist
- Feliksas Bartkus (1894–1973),  Prälat, Rektor und Theologe
- Feliksas Džiautas (* 1953),  Politiker, Bürgermeister von Alytus
- Feliksas Kolosauskas (*  1942), Politiker, Mitglied im Seimas
- Feliksas Palubinskas (*  1935), Politiker, Mitglied im Seimas, Parlamentsvizepräsident
- Feliksas Vaitkus (1907–1956), US-amerikanischer Pilot litauischer Abstammung
- Feliksas Žalnierius (* 1941),  Politiker, Bürgermeister von Utena (1990–1995)